# Kenia en los Juegos Paralímpicos de Río de Janeiro 2016
Kenia estuvo representada en los Juegos Paralímpicos de Río de Janeiro 2016 por nueve deportistas, siete hombres y dos mujeres.

## Medallistas
El equipo paralímpico keniano obtuvo las siguientes medallas:
| Nombre                | Deporte   | Evento               |
| --------------------- | --------- | -------------------- |
| Oro                   |           |                      |
| Samwel Mushai Kimani  | Atletismo | 1500 m T11 masculino |
| Samwel Mushai Kimani  | Atletismo | 5000 m T11 masculino |
| Henry Kirwa           | Atletismo | 5000 m T13 masculino |
| Plata                 |           |                      |
| Nancy Chelangat Koech | Atletismo | 1500 m T11 femenino  |
| Bronce                |           |                      |
| Henry Kirwa           | Atletismo | 1500 m T13 masculino |
| Wilson Bii            | Atletismo | 5000 m T11 masculino |